# Romario Benzar
Romario Sandu Benzar est un footballeur international roumain né le 26 mars 1992 à Timișoara. Il évolue au poste de défenseur au Viitorul Constanța.

## Carrière

### En club

#### US Lecce (depuis 2019)
Le 30 juin 2019, Benzar est transféré pour deux millions d'euros chez le promu en Serie A, l'US Lecce.

### En sélection nationale
Avec les moins de 19 ans, il participe au championnat d'Europe des moins de 19 ans 2011 organisé dans son pays natal. 
Il reçoit sa première sélection en équipe de Roumanie le 4 septembre 2016, contre le Monténégro (match nul 1-1 à Cluj-Napoca). Ce match rentre dans le cadre des éliminatoires du mondial 2018.

## Palmarès
- Champion de Roumanie en 2017 avec le Viitorul Constanța
- Finaliste de la Supercoupe de Roumanie en  2017 avec le Viitorul Constanța